# David D. Balam
David D. Balam est un astronome canadien. Chercheur associé au département de physique et d'astronomie de l'Université de Victoria, il est spécialisé dans la recherche d'objets géocroiseurs, étant l'un des leaders mondiaux dans ce domaine. On lui crédite la découverte ou la co-découverte d'environ 600 astéroïdes ainsi qu'environ un millier de supernova extragalactiques et novae dans la galaxie d'Andromède[réf. souhaitée]. Seuls deux astronomes ont effectué plus de découvertes dans ce domaine que Balam.
L'astéroïde (3749) Balam est nommé en son honneur.

## Objets découverts
Parmi les découvertes de Balam, on compte l'astéroïde (150145) Uvic, qu'il a nommé en l'honneur de l'Université de Victoria, ainsi que (197856) Tafelmusik, nommé en l'honneur de l'ensemble Tafelmusik de Toronto.
Balam est également co-découvreur, en 1997, de la comète C/1997 L1 (Zhu-Balam),.
| Astéroïdes découverts : 56 | Astéroïdes découverts : 56 |
| -------------------------- | -------------------------- |
| (4789) Sprattia            | 20 octobre 1987            |
| (6532) Scarfe              | 4 janvier 1995             |
| (7886) Redman              | 12 août 1993               |
| (11955) Russrobb           | 8 février 1994             |
| (20106) Morton             | 20 août 1995               |
| (29348) Criswick           | 28 mars 1995               |
| (39791) Jameshesser        | 13 août 1997               |
| (48774) Anngower           | 10 août 1997               |
| (54411) Bobestelle[1]      | 3 juin 2000                |
| (60622) Pritchet           | 30 mars 2000               |
| (81915) Hartwick           | 15 juillet 2000            |
| (100416) Syang             | 2 février 1996             |
| (100596) Perrett           | 9 août 1997                |
| (150145) Uvic              | 23 janvier 1996            |
| (154660) Kavelaars         | 29 mars 2004               |
| (157194) Saddlemyer        | 21 août 2004               |
| (168358) Casca             | 24 février 1996            |
| (197856) Tafelmusik        | 21 août 2004               |
| (202740) Vicsympho         | 11 juin 2007               |
| (217670) 1998 UQ6          | 22 octobre 1998            |
| (241090) Nemet             | 23 octobre 2006            |
| (246238) Crampton          | 5 septembre 2007           |
| (255703) Stetson           | 25 août 2006               |
| (256550) 2007 LV14         | 11 juin 2007               |
| (262002) 2006 QE57         | 23 août 2006               |
| (273987) Greggwade         | 11 juin 2007               |
| (288478) Fahlman           | 16 mars 2004               |
| (289314) Chisholm          | 30 septembre 2003          |
| (292051) Bohlender         | 14 septembre 2006          |
| (293878) Tapping           | 30 septembre 2003          |
| (304233) Majaess           | 14 septembre 2006          |
| (308825) Siksika           | 14 septembre 2006          |
| (314988) Sireland          | 13 décembre 2006           |
| (315012) Hutchings         | 20 janvier 2007            |
| (315186) Schade            | 11 juin 2007               |
| (325973) Cardinal          | 13 décembre 2006           |
| (332324) Bobmcdonald       | 12 décembre 2006           |
| (345842) Alexparker        | 12 juin 2007               |
| (350185) Linnell           | 3 juin 2006                |
| (352102) 2007 AG12         | 13 janvier 2007            |
| (353349) 2010 VT103        | 9 septembre 2007           |
| (356450) 2010 XF85         | 11 juin 2007               |
| (358376) Gwyn              | 13 décembre 2006           |
| (359945) 2012 AR8          | 12 juin 2007               |
| (362793) Suetolson         | 23 août 2006               |
| (378204) Bettyhesser       | 26 décembre 2006           |
| (380480) Glennhawley       | 16 décembre 2003           |
| (381260) Ouellette         | 11 octobre 2007            |
| (383417) DAO               | 23 octobre 2006            |
| (402920) Tsawout           | 7 octobre 2007             |
| (414026) Bochonko          | 11 juin 2007               |
| (423097) Richardjarrell    | 16 décembre 2003           |
| (427695) Johnpazder        | 16 mars 2004               |
| (428347) 2007 LR30         | 11 juin 2007               |
| (475802) Zurek             | 13 décembre 2006           |
| 1. avec P. B. Stetson      |                            |